# Indore

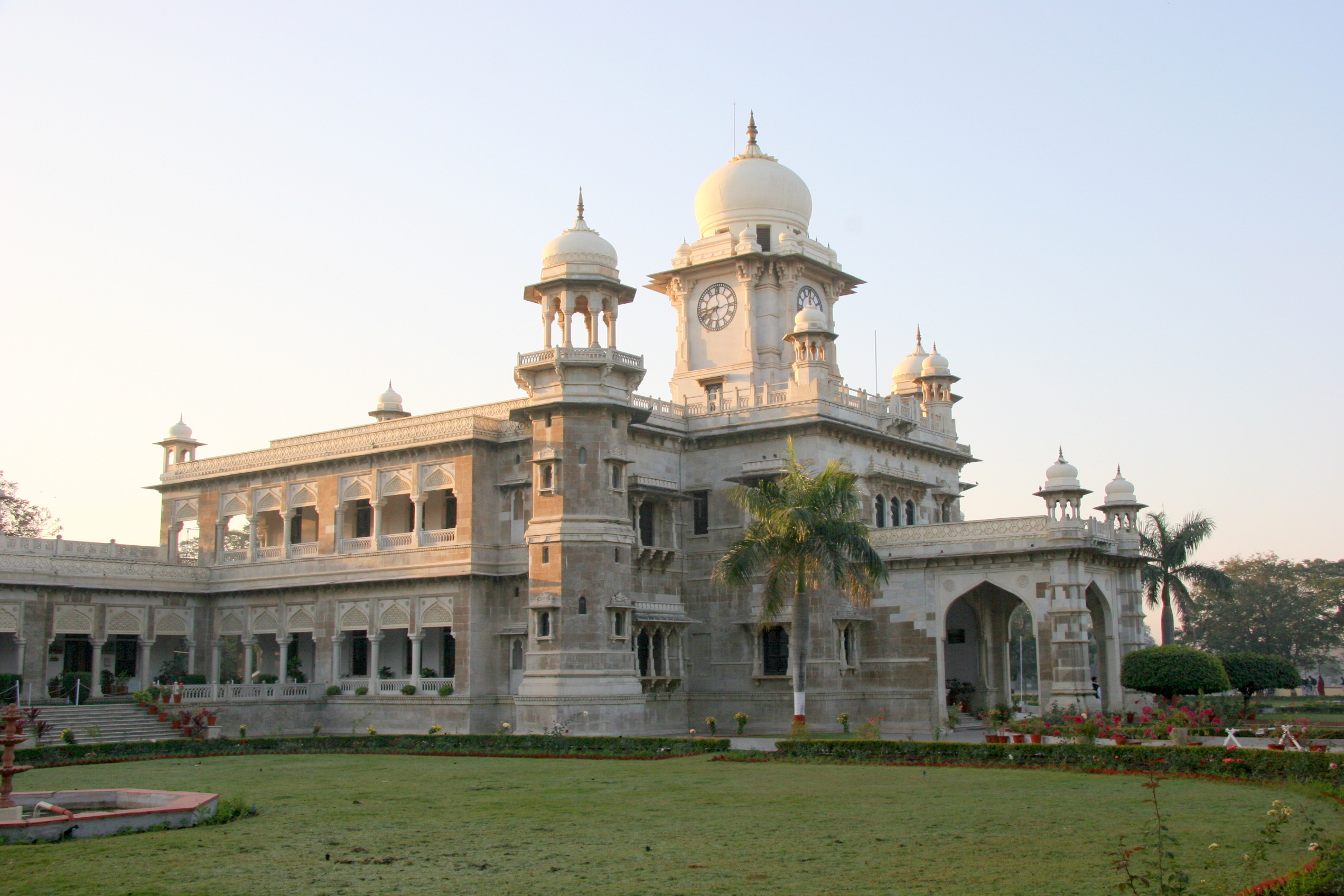
Daly College

Indore este un oraș în India.